# Ouragan Sandy
L’ouragan Sandy est le dix-huitième cyclone tropical de la saison cyclonique 2012 dans l'océan Atlantique nord et le dixième à atteindre le niveau d'ouragan. Formé à partir d'une onde tropicale allongée dans la mer des Caraïbes, il devient rapidement une dépression puis une tempête tropicale le 22 octobre. Le 24 octobre, en se dirigeant vers la Jamaïque et Cuba, Sandy passe au niveau d'ouragan de catégorie 1, puis à la catégorie 2 et enfin augmente en ouragan de catégorie 3 entre les deux îles tout en faisant d'importants dégâts et en tuant plus de 60 personnes dans les Grandes Antilles.
Il poursuit ensuite une trajectoire vers le nord, traverse les Bahamas le 26 octobre et se dirige vers la côte Est des États-Unis. Avec ses vents puissants, des pluies diluviennes et son entrée en conjonction avec un front froid provenant du continent, cet ouragan arrivant près de l’Halloween (31 octobre), est surnommé par les médias américains « Frankenstorm » ou encore « Monsterstorm ». Le 28 octobre, l'ouragan Sandy n'est plus qu'à 930 kilomètres de la côte Est des États-Unis. Selon les spécialistes, l'ouragan présente une surface anormalement étendue. Tous les lieux publics, les aéroports et les métros sont fermés à la population jusqu'à nouvel ordre. Le maire de New York ordonne même l'évacuation de 375 000 personnes des zones inondables de la métropole américaine à cause d'une importante montée des eaux, prévue entre 1 et 5 mètres de hauteur ; les spécialistes observeront un maximum de 4,23 m. Le 29 octobre à 19 h EDT, Sandy est déclaré cyclone post-tropical et atteint la côte près d’Atlantic City une heure plus tard.
Le bilan évalué est d'au moins 210 morts, une vingtaine de disparus et, pour les États-Unis, un coût de plus de cinquante milliards USD (dont trente de dégâts matériels et vingt de manque à gagner en raison de la désorganisation de la production). Au 5 novembre, le National Weather Service classe l'ouragan Sandy comme le deuxième plus coûteux, en dollars de 2012, à avoir frappé les États-Unis depuis 1900, derrière l'ouragan Katrina de 2005. Cependant, il vient seulement le sixième après ajustement pour tenir compte de l'augmentation de population et de la valeur des propriétés.
À la suite des dommages et pertes de vie exceptionnels, le nom Sandy a été retiré des listes futures de noms d'ouragans pour l'Atlantique nord par le comité des cyclones tropicaux de l'Organisation météorologique mondiale en avril 2013. Le nom sera remplacé par Sara lors de la saison 2018.

## Évolution météorologique
Une onde tropicale passe dans le sud de la mer des Caraïbes le 19 octobre, se retrouve dans des conditions favorables au développement d'une dépression en surface,. Le 21 octobre, les bandes orageuses autour du système sont peu étendues mais la pression atmosphérique centrale est à la baisse, et la convection augmente pendant qu'il fait du surplace,,.
Le 22 octobre, à 15 h UTC, le National Hurricane Center (NHC) des États-Unis commence à émettre des bulletins à propos de la dépression tropicale Dix-huit alors qu'elle se trouve à 515 km au sud de Kingston (Jamaïque). Ce reclassement du système est tiré de l'analyse des images du satellite météorologique avec la technique de Dvorak. Six heures plus tard, le NHC rehausse le système au niveau de tempête tropicale nommée Sandy. Le 24 octobre, il devient un ouragan de catégorie 1 selon le bulletin émis à 15 h UTC. L'ouragan se situe alors à environ 100 km au sud de Kingston, sa pression centrale est de 973 hPa, et ses vents soufflent à 130 km/h. À 19 h UTC, l’œil de Sandy touche terre en Jamaïque à 8 km à l'est de Kingston.
Le 25 octobre à 4 h 30 UTC, alors que le centre de l'ouragan se trouve entre Cuba et la Jamaïque, il est estimé qu'il a atteint le maximum de la catégorie 2 avec des vents soutenus de 175 km/h. Une réanalyse des données montra qu'ils avaient atteint 185 km/h et le rapport final du NHC lui donne donc dans la catégorie 3. Il frappe Cuba, 8 km à l'ouest de Santiago à 5 h 25 UTC,. Sandy quitte Cuba pour les Bahamas dans la matinée après y avoir déversé des pluies diluviennes accompagnées de vents violents. À 18 h UTC, il passe à 40 km à l'est de Great Exuma. Le 25 octobre au soir (3 h UTC le 26), Sandy est revenu à la catégorie 1 en passant près de l'île d'Eleuthera. Bien que sa pression centrale soit de 968 hPa, ses vents soutenus sont notés à 150 km/h par un avion de reconnaissance. Sa trajectoire longe les îles externes des Bahamas. Le 26 octobre, l'ouragan tourne graduellement vers le nord, passant bien au large de la Floride et de la Caroline du Sud tout en diminuant légèrement d'intensité. Cependant, à cause de son large diamètre, Sandy continue de donner des pluies torrentielles des Grandes Antilles à la côte Sud-Est de États-Unis, une onde de tempête impressionnante ; une station météorologique automatique de la NOAA à Settlement Point, sur Grand Bahama, rapporte encore des vents soutenus de 80 km/h avec des rafales à 102 km/h,.

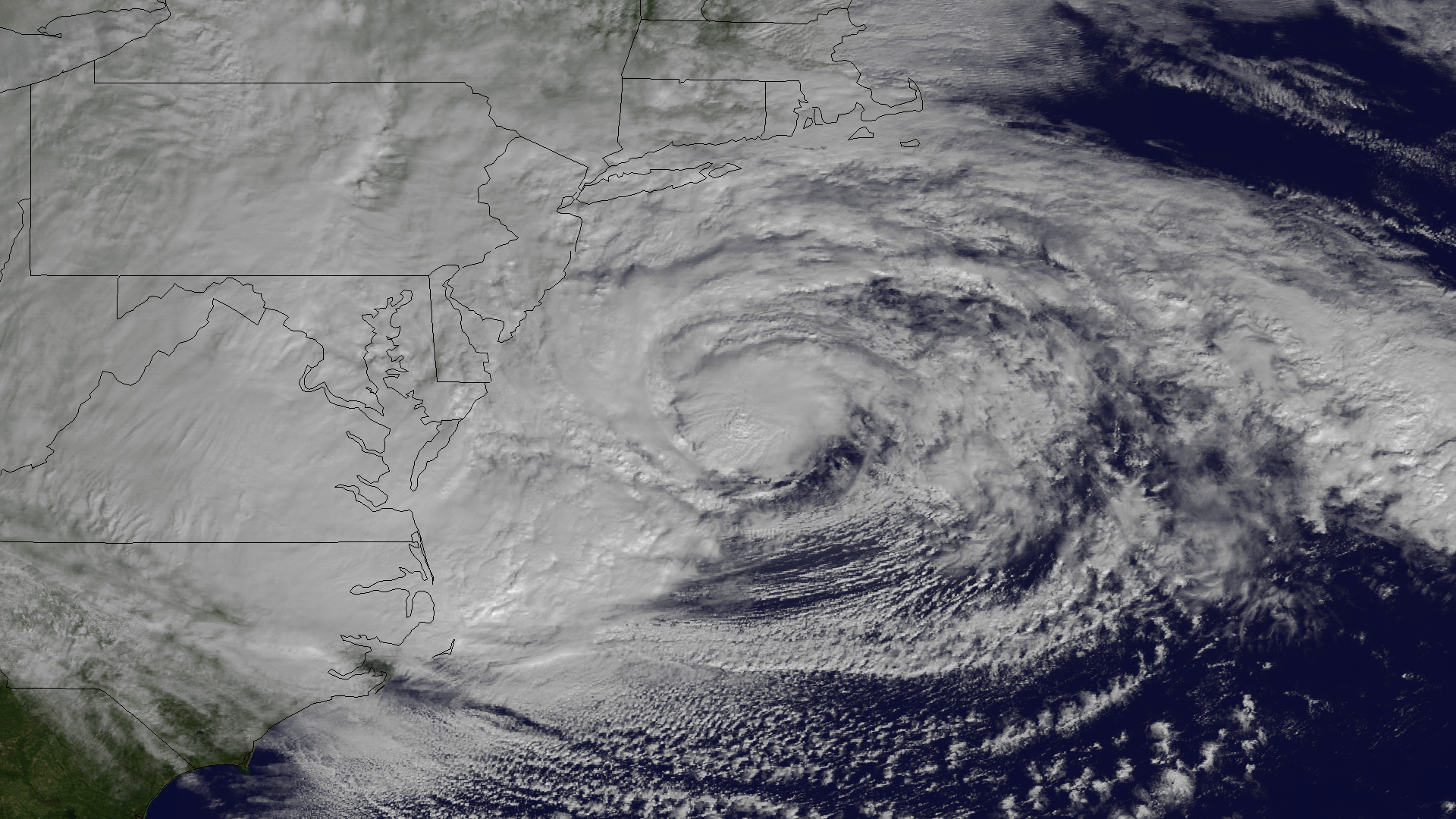
Sandy le 29 octobre, quelques heures avant de toucher la côte du New Jersey

Le 27 octobre à 9 h UTC, l'ouragan se déplace lentement vers le nord à 17 km/h, le NHC remarque un affaiblissement qui ramènerait Sandy au niveau de tempête tropicale alors qu'il se trouve à 565 km au sud-est de Charleston (Caroline du Sud). Ce n'est que de très courte durée, car le système est rehaussé au niveau d'ouragan au bulletin suivant du NHC de 12 h UTC, à la suite de l'analyse des données d'un avion de reconnaissance. Le 28 octobre à 9 h UTC, Sandy passe à 635 km à l'est de Charleston, donne des vents d'ouragan jusqu'à 165 km de son centre et des vents de tempête tropicale jusqu'à 835 km de ce dernier, soit de la côte de la Caroline du Sud aux Bermudes. Sa trajectoire se courbe alors vers le nord-est. Le même jour à 23 h locale (3 h UTC le 29 octobre), Sandy passe à 465 km à l'est du cap Hatteras et tourne vers le nord à 22 km/h.
Le 29 octobre au matin, l'ouragan commence à changer de trajectoire vers le nord-ouest, prend de l'intensité avec une pression centrale de 943 hPa et des vents soutenus de 150 km/h, et accélère à 30 km/h. Situé à 330 km au sud-est d’Atlantic City (New Jersey) à 15 h UTC (11 h locale), Sandy donne déjà des vents de force 8 le long de la côte entre la Caroline du Nord et Long Island. Le même soir à 20 h locale (0 h UTC le 30 octobre), la tempête touche la côte à 10 km au sud-ouest d'Atlantic City comme un cyclone post-tropical. Ses vents soutenus sont de 130 km/h et sa pression centrale de 946 hPa. Dans l'heure précédente, des surcotes de 11,9 pieds (4 m) sont notées à Kings Point (New York), de 8,4 pieds (3 m) à Battery Park (New York) et de 8,6 pieds (3 m) à Sandy Hook (New Jersey). À 23 h locale, le National Hurricane Center émet son dernier bulletin, passant le relais à l’Hydrometeorological Prediction Center.
Le 30 octobre, la dépression des latitudes moyennes qu'est devenu Sandy continue vers l'ouest-nord-ouest pour entrer en Pennsylvanie. Elle poursuit ensuite lentement sa trajectoire vers le lac Érié tout en faiblissant le 31 octobre. Elle se fond graduellement dans la circulation générale et se déplace lentement ensuite vers l'est, continuant d'affecter le Nord-Est de l'Amérique du Nord durant plusieurs jours.

## Préparatifs

### Antilles
Dès le 22 octobre, une veille de tempête tropicale est émise pour les gouvernements de Jamaïque, Cuba et Haïti. Elle est rehaussée au niveau d'alerte cyclonique le lendemain et une veille de tempête tropicale est émise pour les Bahamas. Le 24, le Ministère de l’Agriculture des Ressources Naturelles et du Développement Rural (MARNDR) et Centre National de Météorologie (CNM) d'Haïti émettent conjointement un bulletin mettant en vigilance rouge la moitié méridionale du pays, à savoir : les départements du Sud, du Sud-Est, des Nippes, de l’Ouest et de Grand'Anse. Une vigilance orange couvre les autres départements.
Le président haïtien, Michel Martelly, a annulé une visite à Cuba et la Première ministre jamaïcaine, Portia Simpson-Miller, a écourté une visite au Canada pour rentrer dans son pays avant la fermeture des aéroports internationaux.

### Bermudes

Sandy le 27 octobre entre la côte américaine et les Bermudes. La bande nuageuse sur le continent marque la présence d'un front froid prêt à entrer en interaction avec l'ouragan.

Une veille de tempête tropicale est émise pour les Bermudes vers 15 h UTC le 26 octobre. Elle est rehaussée à une alerte 24 heures plus tard. L'information principale prédit une mer très agitée donnant un courant d'arrachement et une onde de tempête affectant la navigation et les habitants du bord de mer.

### États-Unis
Une veille de tempête tropicale est émise le 24 pour le Sud de la Floride et les Keys. Elle est rehaussée en alerte cyclonique la nuit du 24 au 25 octobre. Les veilles et alertes cycloniques sont étendues le long de la côte Est, à mesure que Sandy se déplace. Selon les modèles de prévision du service météorologique (NWS) plus de 250 millimètres de pluie et une onde de tempête importante sont à prévoir, la pluie se transformant en tempête de neige à l'intérieur des terres à l'approche d'un front froid. Dans le bulletin du 28 octobre à 11 h HAE (15 h UTC), le NHC mentionne que Sandy touchera la côte des États-Unis quelque part entre le Delaware et le New Jersey dans la soirée du 29 octobre, apportant une onde de tempête meurtrière du port de New York aux Outer Banks de Caroline du Nord.
Le 26 octobre, le Pentagone met plus de 45 500 soldats sur le pied d'alerte pour intervenir dans sept États menacés et dans la capitale américaine. L'US Navy décide d'envoyer en haute mer une vingtaine de navires militaires basés à Norfolk (Virginie) pour leur éviter d'être endommagés par l'ouragan. Les États de New York, du Maryland, la Pennsylvanie, la Virginie, d'un comté de Caroline du Nord et le maire de la capitale Washington déclarent l'état d'urgence préventivement le même jour. L’agence fédérale de situation d'urgence (FEMA) est également mise sur un pied d'alerte.

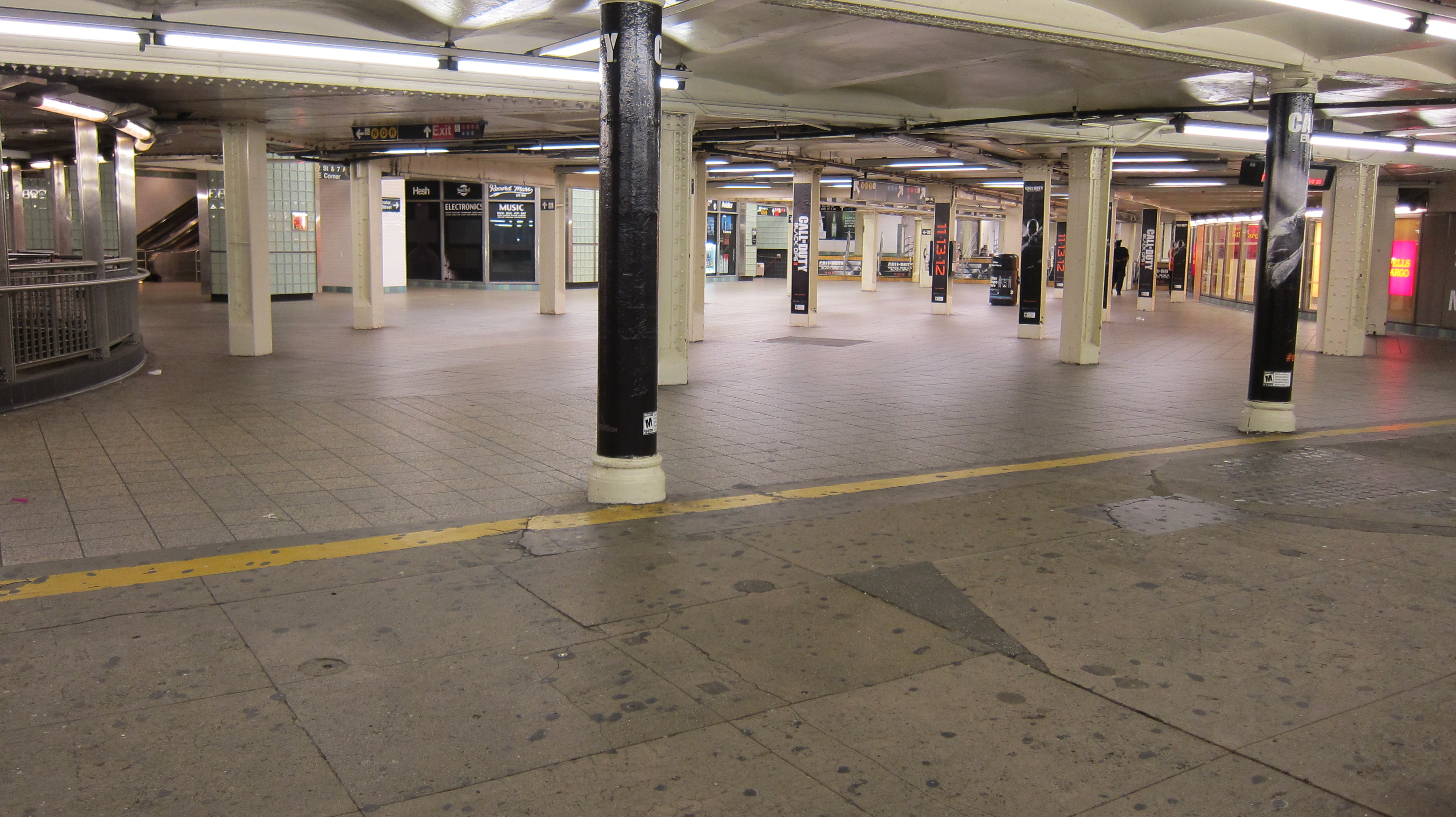
Station du métro de New York désertée après la fermeture décrétée par l'état d'urgence.

À New York, les services de la ville et les hôpitaux sont également mis en état d'alerte. Selon le maire Michael Bloomberg, il y a 65 centres d'hébergement dans des écoles publiques de la ville avec tout le personnel et les fournitures pour faire face à Sandy. Les services de traversiers en direction de la statue de la Liberté et d’Ellis Island sont annulés pour le 29 et 30 octobre, les écoles et les entreprises sont mises en attente de fermeture ou d’annulation d'événements. Le maire ordonne également l'évacuation de 375 000 habitants de zones risquant d'être inondées, ainsi que la fermeture du réseau de transports publics, y compris le métro, à partir de 19 h (23 h UTC) le 28 octobre.
Philadelphie annonce l'arrêt de ses trains souterrains, autobus et trains de banlieue le 28. À Washington et dans les environs, les autorités annoncent la fermeture des bureaux gouvernementaux et du métro dès le 29 octobre, seuls les services d'urgence sont appelés à fonctionner. La bourse de New York, le NASDAQ et le BATS sont fermés les 29 et 30 octobre, événement encore jamais survenu en 27 ans. Des dizaines de milliers de personnes vivant le long des côtes du Delaware, du Connecticut et du New Jersey ont aussi reçu l'ordre d'évacuer. Le gouverneur du New Jersey, Chris Christie, décrète la fermeture des 12 casinos d’Atlantic City. Les 60 millions de personnes menacés par Sandy sur la côte est des États-Unis ont fondu sur les supermarchés pour se ravitailler avant de possibles pannes de courant de longue durée. Des milliers de vols intérieurs et internationaux sont annulés, depuis et vers la côte Est des États-Unis, causant des problèmes aux voyageurs.
Les candidats à la présidence et à la vice-présidence des États-Unis pour l'élection du 6 novembre 2012, Mitt Romney et Barack Obama, annulent leurs déplacements dans les zones menacées, et l'ouragan limite le vote par anticipation.
La 43e édition du marathon de New York est annulée, tant à cause des dégâts provoqués par la tempête que par la nécessité, pour la protection civile, de prioriser le secours aux victimes de l'ouragan.

### Canada
Le premier bulletin émis par le Centre canadien de prévision d'ouragan (CCPO) est émis le 25 octobre à 19 h UTC, mettant en garde la population du sud de l'Ontario, du sud du Québec et des provinces maritimes que la trajectoire probable de Sandy pourrait fortement affecter ces régions ; du vent, de la pluie et de la neige sont mentionnés.
Le 28 octobre, le Emerald Princess, un navire de croisière géant se dirigeant vers Boston, se détourne de son trajet pour éviter Sandy et fait escale dans le port de Saguenay au Québec. Il repart le lendemain pour se rendre à Corner Brook, Terre-Neuve.
Les premiers avertissements de vents violents, à 90 km/h ou plus, de pluie abondante, de vagues exceptionnelles et d'onde de tempête sont émis par le Service météorologique du Canada la nuit du 28 au 29 octobre pour l'Ontario et la vallée du Saint-Laurent au Québec. Des avertissements maritimes sont également émis pour les eaux intérieures de ces deux provinces et pour les eaux côtières des provinces maritimes. Des dizaines de vols à destination et en provenance de l'est des États-Unis sont annulés le même jour. Par exemple, à l’aéroport international Pearson de Toronto, cela affecte près de 20 % des vols.

## Conséquences
| Pays                   | Morts                                     | Disparus | Dégâts matériels   |
| ---------------------- | ----------------------------------------- | -------- | ------------------ |
| Bahamas                | 2                                         | 0        | 300 millions USD   |
| Cuba                   | 11                                        | 0        | 2 milliards USD    |
| Haïti                  | au moins 60 (100 selon certaines sources) | 15       | 750 millions USD   |
| Jamaïque               | 1                                         | 0        | 55,23 millions USD |
| République dominicaine | 2                                         | 0        |                    |
| Porto Rico             | 1                                         |          |                    |
| États-Unis             | 131                                       | 0        | 50 milliards USD   |
| Canada                 | 1 direct et 1 indirect                    | 0        | 100 millions $US   |
| Bermudes               | 0                                         | 0        |                    |
| Total                  | au moins 210                              | 15       | ~ 54 milliards USD |

Ayant atteint la catégorie 2 de l'échelle de Saffir-Simpson en passant sur les îles des Grandes Antilles et des Bahamas, Sandy se dirige vers la côte Est des États-Unis. L'impact est particulièrement grand aux États-Unis et à Haïti.

### Antilles

#### Cuba

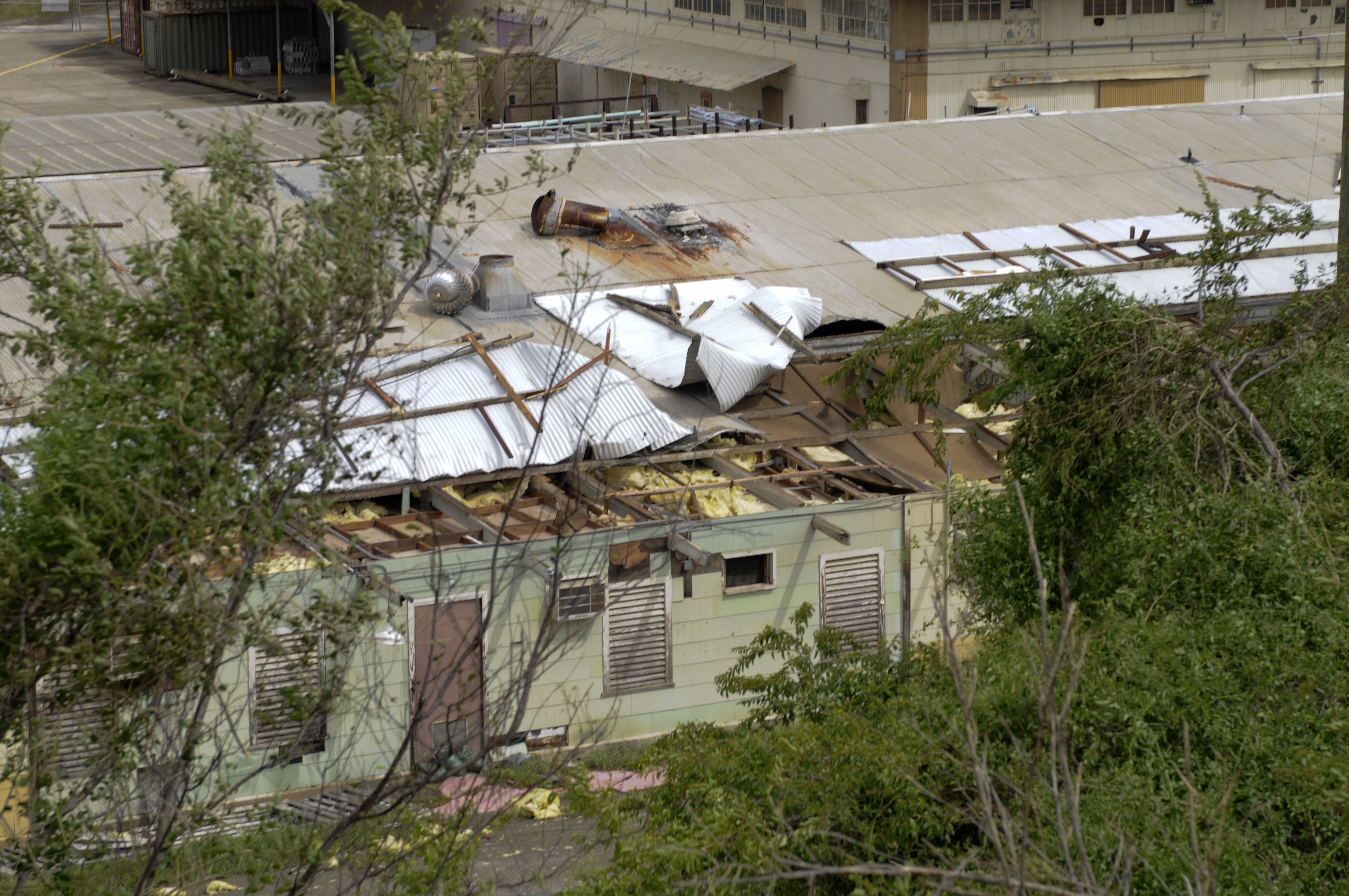
Dégâts causés à la base navale de la baie de Guantánamo par Sandy.

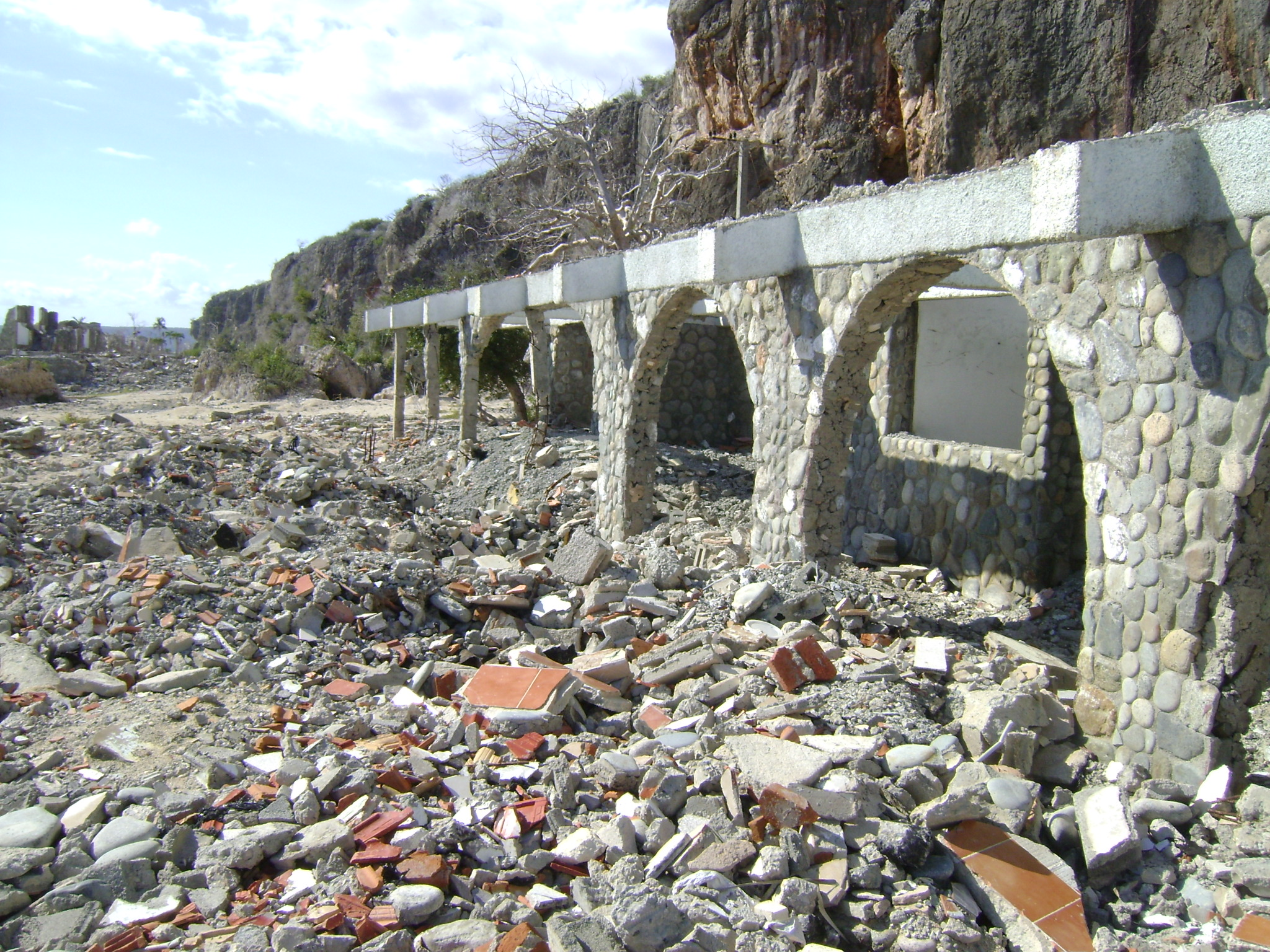
Dégâts causés à l’hôtel Bucanero près du village Oasis à Cuba

Dans la nuit du 24 au 25 octobre, Sandy traverse le sud de Cuba et de gros dégâts sont signalés sur cette île, où plus de 150 mm de pluies ainsi que des rafales de vent jusqu'à 185 km/h sont relevées. Environ 1 700 personnes sont évacuées préventivement dans la province de Santiago de Cuba. Plusieurs centaines de touristes sont également invités à quitter les zones côtières. Le 26 octobre, le bilan s'élève à 11 morts : neuf résidents dans la province de Santiago de Cuba et deux dans la province de Guantanamo, près de la base militaire américaine. Un bébé compte parmi les victimes. La plupart des décès sont causés par l'écroulement de bâtiments ou à la suite de chutes d'arbres.
Le 27 octobre, les médias officiels rapportent que Sandy a partiellement ou totalement écrasé au moins 5 000 maisons et que 30 000 habitations ont vu leur toit s'envoler. Les récoltes de bananes, café et sucre seront lourdement touchées. Le 3 novembre, l'estimation est ajustée à au moins 2 milliards USD avec 130 000 maisons touchées, dont 15 000 unités de logement complètement détruites à Santiago de Cuba.

#### Haïti
Selon les premiers rapports, une femme est morte en tentant de traverser une rivière en crue, alors que les pluies diluviennes associées à Sandy ont affecté Haïti le 24 octobre. Le bilan augmente rapidement et, le 26 octobre en mi-journée, les autorités font état de 16 victimes, dont huit dans le département de l'Ouest, incluant la capitale, sept dans le Sud et une dans la Grand'Anse. En particulier, une mère de famille et ses quatre enfants périssent dans l'effondrement de leur demeure dans la ville de Grand-Goave. En soirée, le bilan est révisé à 26 décès. Le 27 octobre en fin d'après-midi, le bilan est encore révisé à au moins 51 morts.
Les inondations frappent plusieurs villes et le réseau routier, isolant complètement des régions entières. Des milliers de maisons sont détruites ou lourdement endommagées lors du passage de Sandy au large d'Haïti. Les dégâts matériels dans l'agriculture sont considérables. Au moins 200 000 personnes sont sans abri.
Le 3 novembre, le bilan humain directement relié à l'ouragan est au moins 60 morts selon l'ONU mais pourrait dépasser 100 morts selon des articles parus dans La Presse (Montréal), Radio France internationale et Slate. Des dizaines de milliers sont sinistrés, une nouvelle épidémie de choléra commence à se répandre, et 70 % des récoltes du sud du pays sont détruites, faisant des dommages estimés à au moins 74 millions USD. Le 20 novembre, les autorités rapportent que 44 personnes sont décédées du choléra et plus de 5 000 personnes ont été traitées pour des affections liées à la maladie.

#### Jamaïque
Sandy frappe directement la capitale de la Jamaïque, Kingston, le 24 octobre au soir. Un millier de personnes sont reçues dans des centres d'hébergement d'urgence. Une femme de 74 ans est tuée par un éboulement, selon la police locale. C'est la première fois depuis l'ouragan Gilbert, 24 ans plus tôt, que la Jamaïque est touchée directement par un ouragan.
Les autorités ferment les aéroports internationaux du pays, les navires de croisière modifient leur itinéraire pour éviter la tempête et la police ordonne des couvre-feu de 48 heures dans les villes afin d'éviter les troubles et les pillages. Plusieurs crocodiles sont emportés par la crue vers certaines localités du sud, dont un gros crocodile retrouvé sur la pelouse d'une résidence familiale de Portmore. Les pannes électriques affectent 70 % de l'île durant la tempête et plusieurs villes perdent ainsi leur alimentation en eau potable. Les écoles sont fermées jusqu'à la semaine suivante. Le 1er novembre, le Premier ministre de la Jamaïque déclara que le coût estimé du passage de Sandy était de 5 milliards JMD (55,23 millions USD).

#### Porto Rico
Selon les services de police, un homme est emporté le 26 octobre par les eaux d'une rivière en crue à Juana Diaz, dans le sud de Porto Rico. Les inondations contraignent au moins 100 familles du sud-ouest de l'île à l'évacuation.

#### République dominicaine
En République dominicaine, deux personnes sont tuées et 8 755 sont évacuées à cause des pluies torrentielles. Les déplacements sont très difficiles à cause des inondations, un employé de CNN estime que 70 % des rues de Santo Domingo se trouvent sous les flots.

#### Bahamas
Le 26 octobre, c'est au tour des Bahamas d'être touchées par l'ouragan. Les îles les plus à l'ouest sont davantage affectées, notamment Grand Bahama, Andros et les îles Abacos. Même si Sandy est rétrogradée en catégorie 1, elle apporte d'importantes précipitations, des rafales de 150 à 170 km/h et une onde de tempête jusqu'à 11 m. Le 26 octobre, les autorités assurent qu’elle n’a fait aucun mort dans l’archipel et la directrice de la Croix-Rouge indique en soirée que 20 refuges sont ouverts sur l’île principale, New Providence. Cependant, un rapport de la police parle d'un mort à Lyford Cay, une banlieue cossue de New Providence où résident des personnalités comme Sean Connery.

### États-Unis
| États                | Nombre |
| -------------------- | ------ |
| New York             | 53     |
| New Jersey           | 37     |
| Maryland             | 11     |
| Virginie-Occidentale | 6      |
| Connecticut          | 5      |
| Virginie             | 3      |
| Caroline du Nord     | 3      |
| Pennsylvanie         | 13     |
| Total                | 131    |

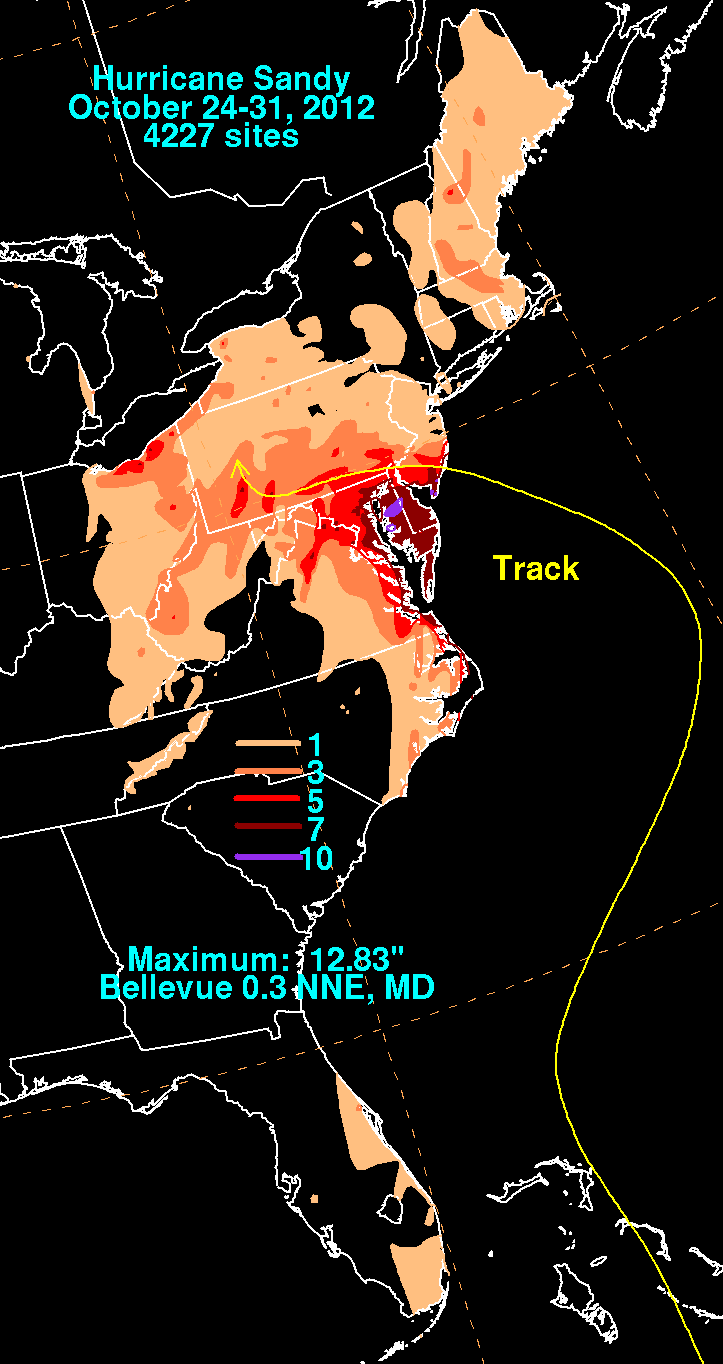
Accumulation de pluie avec Sandy sur la côte est des États-Unis
(1 pouce = 25.4 mm)

Au 30 octobre, le bilan provisoire pour les États-Unis se montait à 39 morts directes, plus de 8 millions de foyers privés de courant, plus de 20 milliards de dollars américains en dommages selon une estimation préliminaire, 23 États sont touchés par la tempête, 12 000 vols intérieurs et internationaux sont annulés, sept tunnels de métro sont inondés à New York, les services de transport en commun et des liaisons ferroviaires dans les grandes villes de la côte Est sont suspendus, ainsi trois réacteurs nucléaires sont arrêtés,. Ce bilan fut révisé de nombreuses fois à la hausse et le 16 novembre, le nombre de décès atteint 131 dans 8 États et incluant le capitaine de la réplique du HMS Bounty coulé au large de la Caroline du Nord.
L'ouragan a endommagé raffineries, terminaux pétroliers et oléoducs sur son passage et bouleversé le système de distribution des produits raffinés sur la côte est des États-Unis. Selon les compagnies d'assurance et les économistes, les dégâts et pertes de production se montent à 50 milliards USD et pourrait avoir amputé la croissance américaine d'un demi-point au quatrième trimestre,.
Le National Weather Service rapporte des accumulations de pluie de 5 pouces (127 mm) le long de la trajectoire de Sandy et de 10 pouces (254 mm) dans le triangle New Jersey-Maryland-Delaware avec un maximum de 12,83 pouces (326 mm) à Bellevue (Maryland). L'air froid se mêlant au système changea la pluie en neige dans les Appalaches et donna jusqu'à 36 pouces (91 cm) d'accumulations à Richwood (Virginie-Occidentale) et Wolf Laurel (Caroline du Nord).
Plus de 1 500 travailleurs de la Federal Emergency Management Agency ont travaillé avant l'arrivée de Sandy pour mettre au point les mesures de sécurité, puis ont assisté les autorités locales et militaires pour porter secours aux sinistrés. Trois groupes de recherches et sauvetage du gouvernement fédéral furent positionnés dans le secteur où se dirigeait l'ouragan pour intervenir aussi tôt que possible. La Croix-Rouge américaine annonça que 4 000 volontaires parcouraient les zones dévastées. De nombreux refuges furent ouverts pour accueillir temporairement les sinistrés puis la FEMA envoya des maisons mobiles pour loger ceux dont la demeure devint complètement inhabitable. Certains durent se reloger ainsi à près de 300 km de leur lieu d'origine.
Un téléthon, Hurricane Sandy: Coming Together fut diffusé le 2 novembre avec la participation de grands noms comme Bruce Springsteen, Billy Joel, Jon Bon Jovi, Mary J. Blige, Sting et Christina Aguilera. 23 million USD a été recueilli à cette occasion pour la Croix-Rouge

#### Floride, Caroline du Nord

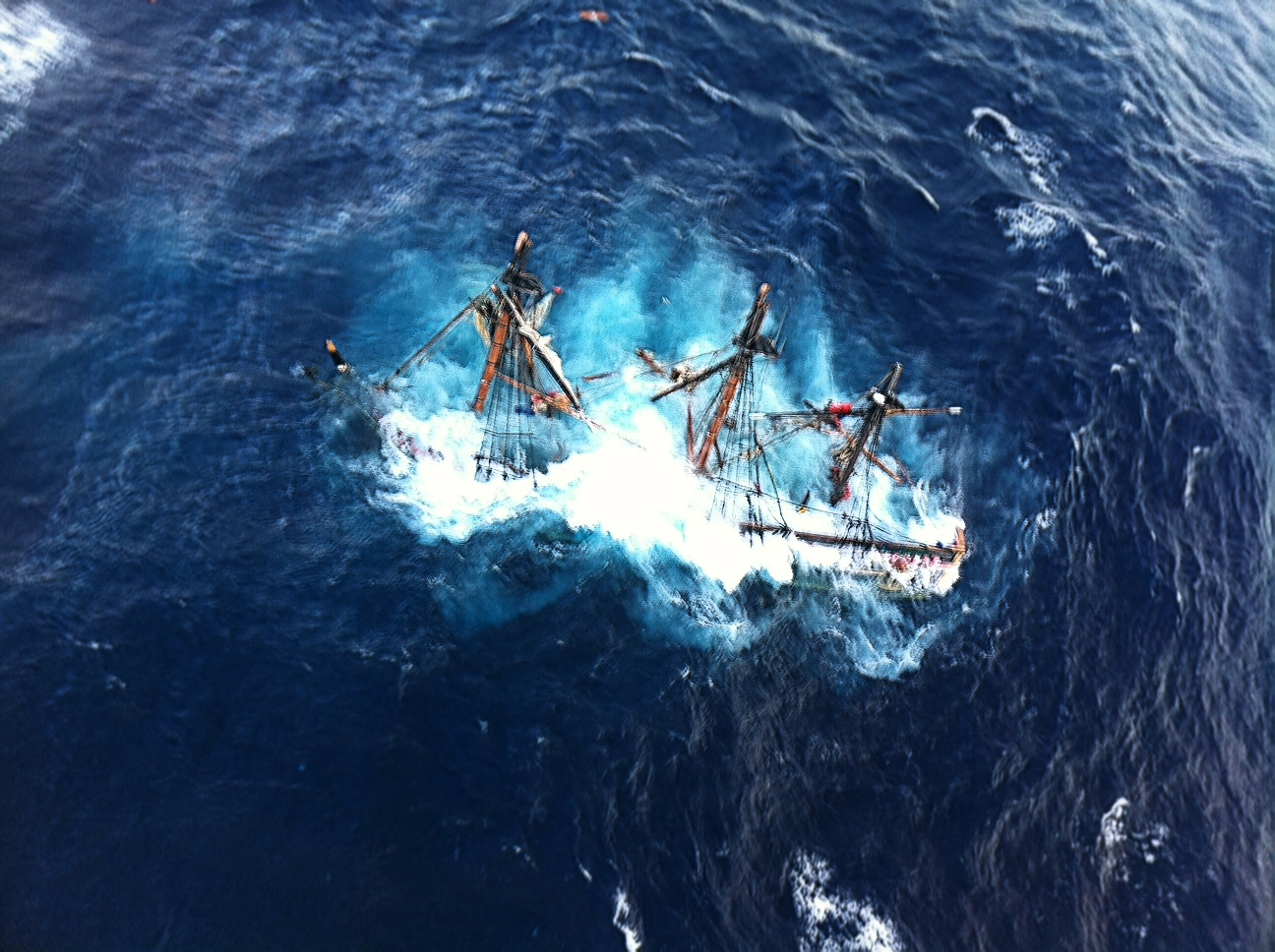
Naufrage de la réplique du, le 29 octobre 2012.

Des vents forts et des vagues énormes battent la côte du sud de la Floride le 26 octobre, causant des pannes électriques, des bris aux arbres et autres structures légères, érodant les plages. La garde-côtière américaine secourt deux plaisanciers dans le comté de Volusia, au large de New Smyrna Beach. Plusieurs activités extérieures, dont des matchs de football américain, et des vols aériens vers les Bahamas et les Grandes Antilles sont annulés.
Le 29 octobre, au large de la Caroline du Nord, l'ouragan Sandy coule une réplique du trois-mâts historique HMS Bounty. Construit en 1962 pour le film Les Révoltés du Bounty, qui met en vedette Marlon Brando, ce navire est apparu dans plusieurs autres films depuis. Quatorze des 16 membres d'équipage sont secourus immédiatement par la garde-côte américaine. Les recherches se poursuivent pour les deux autres, le capitaine et une recrue, dans l'après-midi. Le corps inanimé de Claudene Christian, 42 ans, est repêché à environ 150 km au sud-est du cap Hatteras, en Caroline du Nord, le 30 octobre. Sa mort est confirmée plus tard par l’hôpital Albemarle d’Elizabeth City.
Le 1er novembre, la garde-côte a suspendu ses recherches pour le capitaine, Robin Walbridge, après plus de 90 heures et ayant couvert plus 12 000 milles marins carrés (41 159 km2).

#### Virginie, Virginie-Occidentale, Delaware, District de Columbia, Maryland

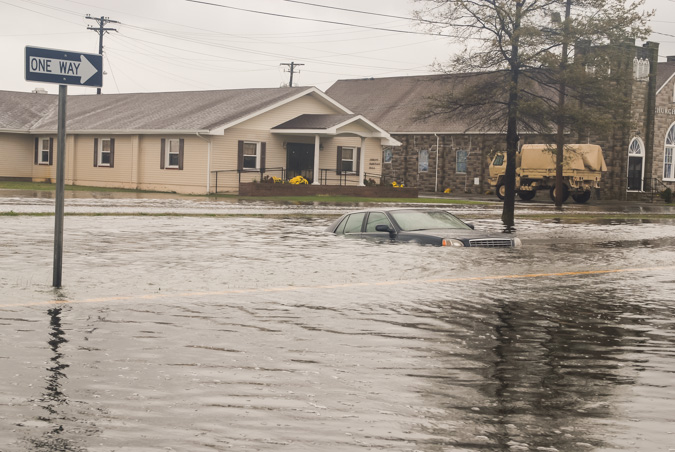
Inondation à Crisfield, Maryland

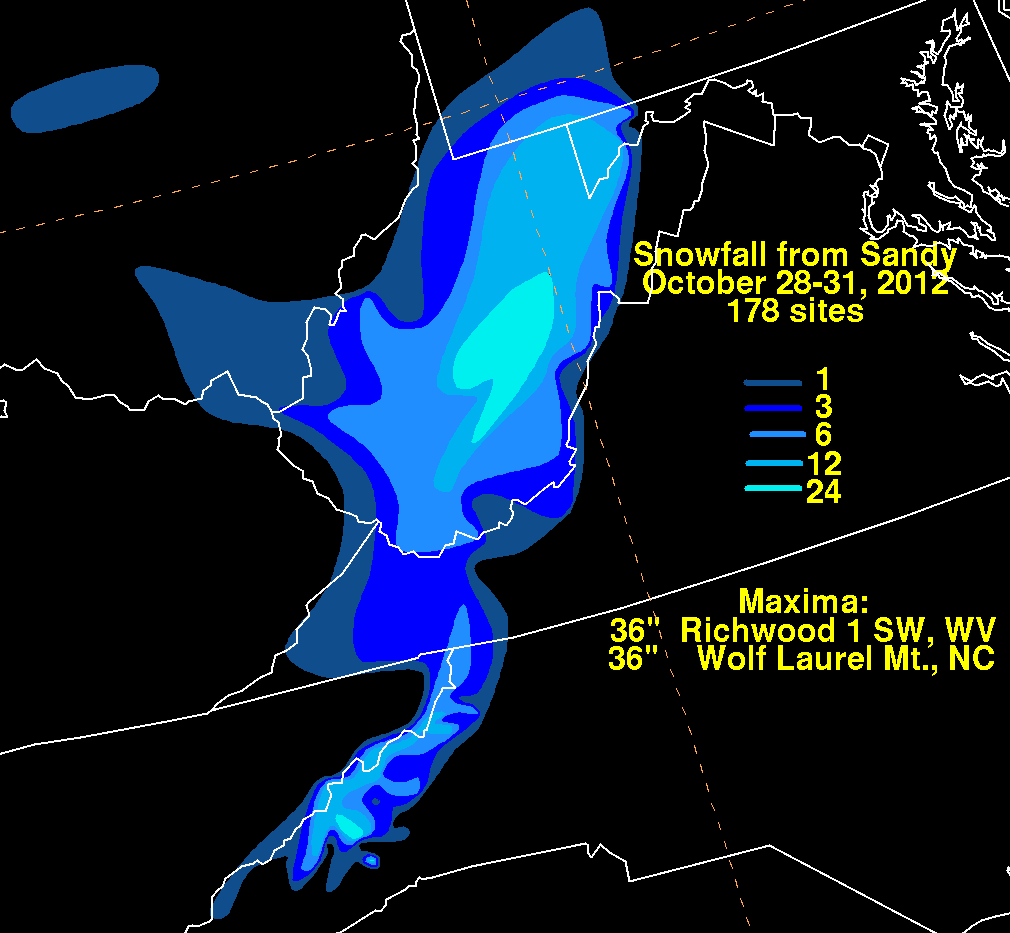
Accumulation de neige avec Sandy dans les Appalaches
(1 pouce = 2.54 cm)

Le 29 octobre, de la neige tombe en Virginie. Le 30 octobre, le gouverneur Bob McDonnell annonce que l'État n'avait que peu de dégâts importants mais que la montée eaux due aux précipitations risquait de causer des inondations. L'État reçu le statut de zone sinistrée quand même alors que 200 000 clients perdirent le courant au plus fort de la tempête, surtout dans la partie nord. Au 2 novembre, la Virginie comptait deux morts causés par Sandy
La Cour suprême de Washington, D.C. n'œuvre pas le 30 octobre. Les bureaux fédéraux et les écoles publiques sont également fermés au public ce même jour.
Au moins 30 mètres du quai de Ocean City au Maryland fut emporté par la mer. Les ponts Chesapeake Bay Bridge et Millard E. Tydings Memorial traversant la baie de Chesapeake furent fermés à la circulation. Durant la tempête, le maire de la ville de Salisbury (Maryland) déclara l'état d'urgence et décréta un couvre-feu.

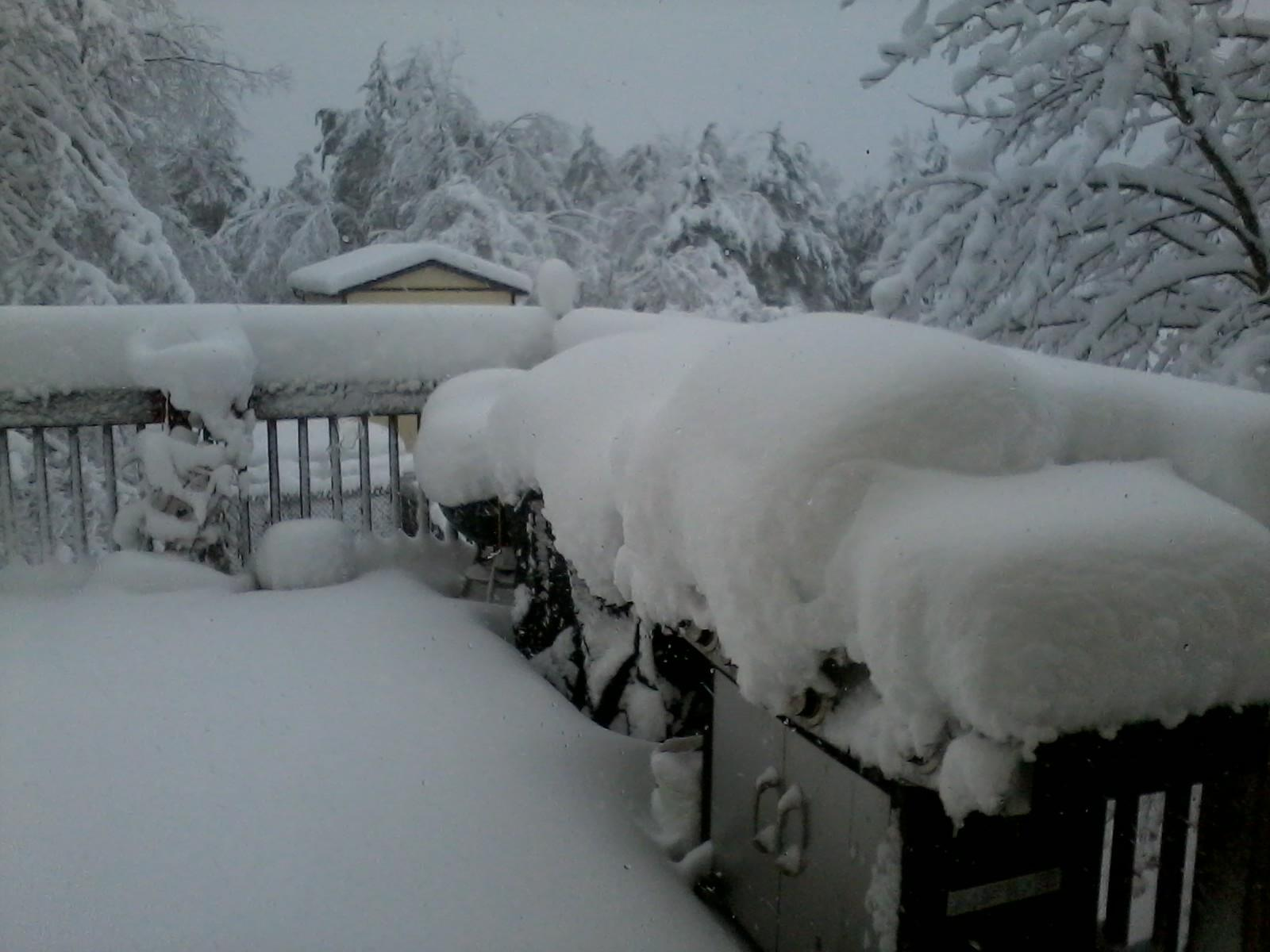
Tempête de neige en Virginie-Occidentale

L'autoroute nationale 68 a été fermée dans l'Ouest du Maryland et le Nord de la Virginie-Occidentale à cause des fortes chutes de neige (dans les Appalaches il est tombé de 30 cm de neige le long de la crête des montagnes et jusqu'à 36 pouces (91 cm) à Richwood (Virginie-Occidentale) et Wolf Laurel (Caroline du Nord)).
Plusieurs automobilistes durent être secourus par la Garde nationale. Les pertes de courant ont été générales et ont causé des problèmes sérieux dont le débordement des systèmes d'égouts dans le comté de Howard au Maryland le 30 octobre, menaçant la rivière Little Patuxen.
En Virginie-Occidentale le matin du 31 octobre, il y avait encore plus de 36 routes fermée à cause de la chute d'arbres, de poteaux électriques et de la neige. Des plus 200 000 clients qui ont perdu l'électricité, ceux dans les sections isolées ont dû attendre plusieurs jours, voire une semaine, pour retrouver le courant après l'accumulation de neige sur les routes. John Rose, Sr., un candidat Républicain pour la chambre des représentants de l'État de Virginie occidentale a été tué par une branche qui s'est rompue sous le poids de la neige. Le gouverneur Earl Ray Tomblin a demandé au Président Barack Obama que l'État soit déclaré zone sinistrée ce qui fut fait le 30 octobre.

#### New York

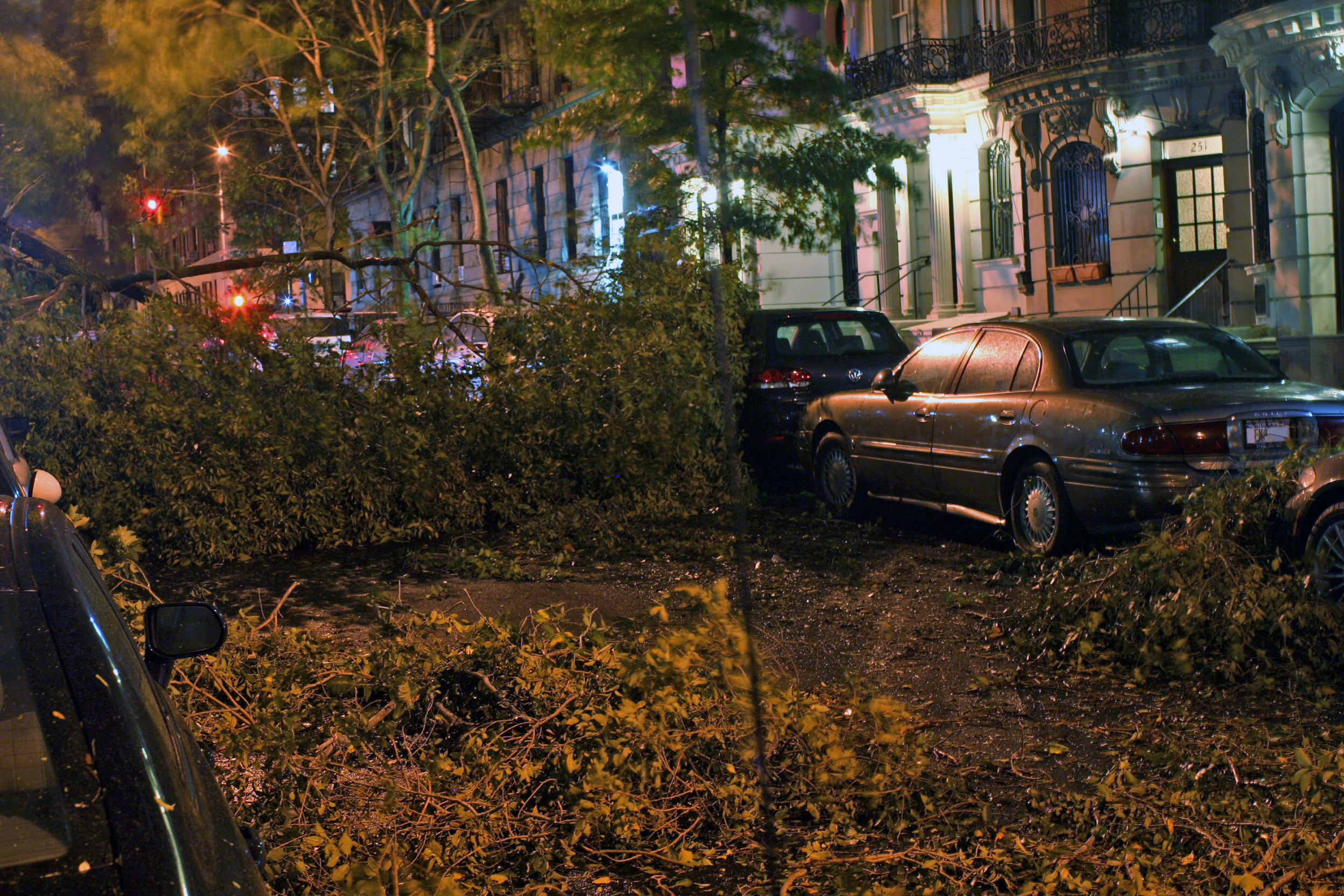
Arbres cassés sur la cent-unième rue

Le centre de Sandy frappe la côte du New Jersey et le sud de l'État de New York se trouve donc dans le quadrant nord-est de la tempête. Les quantités de pluie vont de faibles dans la ville de New York à modérées dans l'extrême ouest de l'État, avec un maximum de 3,42 pouces (87 mm) à Sherman. Ce sont cependant les vents qui sont particulièrement intenses, les plus forts rapportés sont de 90 milles par heure (145 km/h) à Islip sur Long Island.
Arrivant en période de grandes marées, l'onde de tempête poussée par l'ouragan donne des surcotes de 11,9 pieds (4 m) à Kings Point (New York) et de 8,4 pieds (3 m) à Battery Park (New York). Une bonne partie de la côte sud de Manhattan, de Queens, du Bronx et de Staten Island se retrouvent sous les eaux.
Michael Bloomberg, maire de la ville de New York, annonce que les écoles publiques fermeront le 30 octobre. Delta Air Lines annule tous les vols en dehors de l'aéroport LaGuardia pour le même jour à 8 h HAE. L'université de la Ville de New York (CUNY) et l'université de New York (NYU) annulent également les activités scolaires et universitaires. Les ponts George Washington, Throgs Neck, Whitestone et Verrazano-Narrows sont fermés à 7 h HAE le 29 octobre. Une grue s'est affaissée au gratte-ciel Carnegie 57 ; par conséquent, cette zone est évacuée.

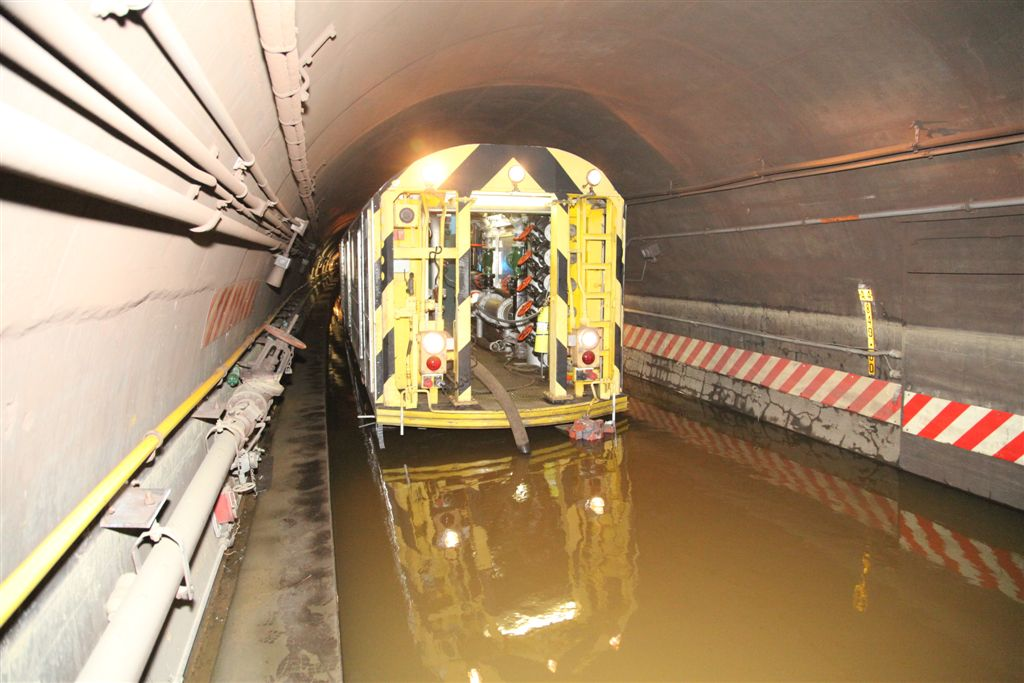
Tunnel du métro inondé

À Manhattan, la majorité des gratte-ciel sont privés de courant le soir du 29 octobre, les rues et sept tunnels de métro sont inondés dans le secteur sud par la surcote de 4,2 mètres, avant que le niveau de l'eau commence à redescendre dans la nuit du 29 au 30 octobre. Des arbres et débris en tout genre jonchent la chaussée. Selon le président du Metropolitan Transportation Authority, Joseph Lhota, pour la première fois en 108 ans d'existence, c'est le pire désastre qu'ait connu le métro de New York. Plusieurs autres tunnels routiers et ferroviaires dans la ville de New York, ainsi qu'entre la ville et le New Jersey, ont été inondés. En particulier, la fermeture des tunnels de la compagnie Amtrak sous le fleuve Hudson et la East river ont complètement arrêté le trafic ferroviaire vers Penn Station.
La Bourse de New York est fermée pour deux jours consécutifs et les Nations unies annulent les réunions prévues à leur siège. Dans le quartier du Queens, plus de 80 résidences sont ravagées par un incendie provoqué par l'explosion de transformateurs électriques et des fuites de gaz, le tout a été attisé par les forts vents. Le 30 octobre, le maire de New York déclare que la tempête a fait une dizaine de morts dans la ville et annonce la réouverture de trois ponts fermés antérieurement. La Secrétaire à la Santé et aux Services sociaux des États-Unis, Kathleen Sebelius, met en état d’urgence la ville de New York le 31 octobre.
| |  |  |
| Vues de l'espace par un satellite de la NASA montrant les pannes de courant à New York et au New Jersey. Vue le 1er novembre (droite) comparée au 31 août (gauche) |  |  |

Durant une conférence de presse le 1er novembre, le maire de New York annonce que :
- De l’eau embouteillée et des repas seraient distribués dans les zones sinistrées, incluant Coney Island, les Rockaways et Staten Island ;
- AT&T fournit des stations de recharge pour téléphones mobiles dans les zones où le courant est toujours coupé ;
- 400 soldats de la Garde nationale de New York parcourent les zones sinistrées pour assister les personnes âgées en situation de détresse.

Une des zones les plus touchées fut Rockaways, une péninsule au large de la côte du quartier de Queens. Une semaine après le passage de Sandy, Médecins sans frontières y a ouvert des cliniques pour s'occuper des résidents.
Dix jours après le passage de Sandy, la métropole américaine est toujours en mode de nettoyage quand une tempête de neige frappe la côte est. Les difficultés d'approvisionnement sont devenues le problème numéro un et selon le département de l’Énergie américain, 28 % des points de distribution de la ville n'avaient toujours pas d'essence le 9 novembre. Le maire décréta donc un rationnement : les voitures dont les plaques d'immatriculation se terminent par un chiffre impair peuvaient s'approvisionner uniquement les jours impairs, et les autres les jours pairs. Des policiers ont été positionnés à chaque station-service pour maintenir la paix. Le rationnement se termina le 17 novembre pour long Island et le 24 novembre pour la ville de New York.
Au 16 novembre, le bilan fait état de 53 morts dans l'État de New York, dont au moins 41 à New York même, soit 40 % du bilan humain aux États-Unis,. Le 18 novembre, les autorités de la ville de New York indiquent que 200 maisons jugées dangereuses seront rasées à New York dans les quartiers les plus touchés, en plus de quelque 200 autres déjà complètement ou partiellement détruites par le feu, le vent et l'eau. Le département des bâtiments de New York doit se prononcer sur 500 autres structures endommagées, dont certaines pourraient subir le même sort.

#### New Jersey

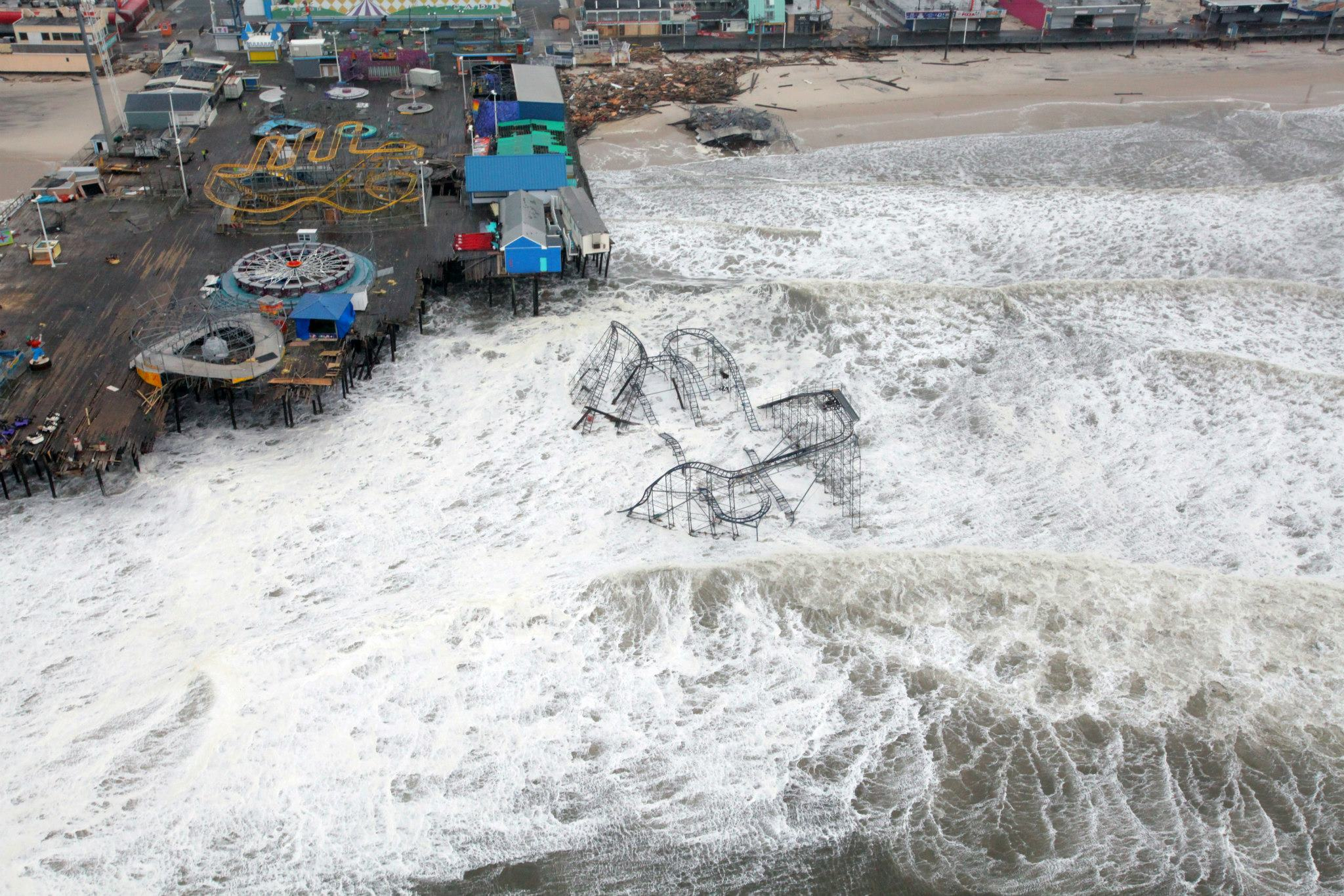
Dégâts au quai des casinos de Seaside Heights, New Jersey

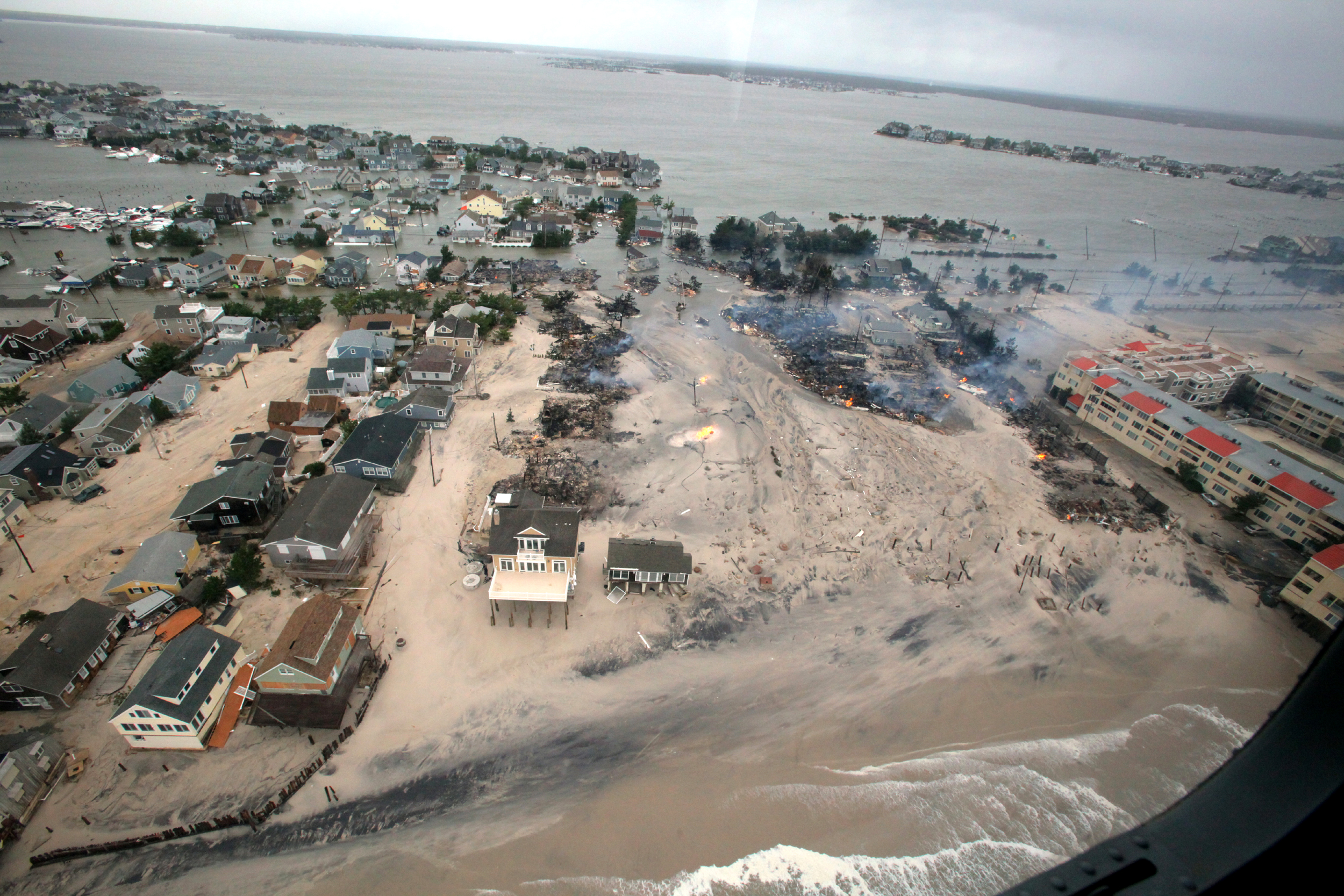
Vue aérienne des inondations de la côte atlantique du New Jersey

Le centre de Sandy est entré sur terre juste à l'ouest d'Atlantic City, il est tombé de 100 à 200 mm de pluie sur l'État, avec un maximum de 11,62 pouces (295 mm) à Wildwood Crest dans le comté de Cape May. Les vents ont été particulièrement violents, atteignant 90 milles par heure (145 km/h) à la station météorologique juste à l'ouest de Staten Island, un record pour l'État. Les pluies diluviennes gonflent les cours d'eau et entraînent la rupture d'une digue le 30 octobre dans le comté de Bergen, près de New York. Environ 2,4 millions de foyers sont privés d'électricité, et le délai de remise en état du réseau électrique est estimé à environ huit jours.
Au New Jersey, la majorité des localités de la côte atlantique sont inondées. Le quartier Mantoloking, sur une péninsule à Ocean City, est particulièrement touché alors que la plage est fortement érodée et deux passages sont creusés vers la baie juste à l'ouest. Deux douzaines de maisons y partent dans les flots. Plusieurs promenades et quais en bord de mer sont arrachés, dont une grande partie du célèbre Boardwalk à Atlantic City,,. Les îles au large de la côte sont encore plus durement touchées. Les communautés de villégiature de Long Beach Island perdirent une grande partie de leurs maisons et commerces et la tempête déposa plus de un mètre de sable dans les rues. En moyenne, les plages ont perdu de 10 à 15 mètres à la suite du passage de Sandy et plus de 113 000 arbres ont été déracinés ou endommagés,.
Les riverains du fleuve Hudson sont également frappés dans ce qui est surnommé la Gold Coast par les agents immobiliers. Les pertes de courant affectent toute la région et les inondations sont importantes. La moitié de Jersey City perd le courant et le centre-ville est inondé en grande partie. En effet, la surcote à marée haute déborde les digues et atteint son maximum vers 22 h 30 le 29 octobre. La moitié de Hoboken est également sous les flots et les pompiers doivent même évacuer deux casernes. La garde nationale est intervenue pour secourir des personnes prisonnières des eaux alors que 85 % des habitants sont privés d'électricité.
Sur le fleuve Delaware, le réacteur nucléaire numéro 1 de Salem est fermé à la suite d'une panne de son système de circulation d'eau. Les autorités surveillent aussi la centrale nucléaire d'Oyster Creek, où le niveau de l'eau a monté de plus de 2 mètres. Le réacteur n'était cependant pas en service en raison d'une coupure programmée sans lien avec l'ouragan Sandy.
Les transports sont totalement paralysés. Les routes sont fermées et le autobus cessent. Les trains de banlieue du New Jersey Transit ne peuvent circuler, les rails et les générateurs d'urgence sont submergés de 8 pieds (2 m) par endroits. Au moins 65 locomotives et 25 voitures sont endommagés par les eaux et le retour à la normale prit plus d'une semaine. Les trains d'Amtrak vers Pennsylvania Station (New York) et les autres lignes de train de banlieue ne reprirent partiellement que le 2 novembre. L'aéroport de Newark, l'un des plus occupés de la côte est, fut fermé deux jours.
Le 31 octobre, le gouverneur Christie accueillit chaleureusement le Président Obama venu se rende compte des dégâts infligés à la côte, la zone la plus touchée. Le 1er novembre, le gouverneur termina l'ordre d'évacuation concernant toute la côte et qui avait été émis avant l'arrivée de la tempête.
Les dégâts causés sur plusieurs terminaux pétroliers de la région laissent sept d'entre eux étaient encore fermés le 9 novembre au matin dans les États de New York et du New Jersey. Les coupures de courant ont aussi affecté pendant un temps le fonctionnement d'oléoducs transportant des produits raffinés depuis le golfe du Mexique jusqu'aux terminaux du New Jersey. Un rationnement de l'essence aux stations services a duré du 3 au 13 novembre. Le 5 novembre, la US Coast Guard annonce la récupération de 1 102 061 litres d'un mélange d'eau et de pétrole répandu autour du terminal pétrolier de Perth Amboy  et 29 146 litres de pétrole provenant d'une fuite à la raffinerie de Phillips 66 à Linden.
Le 23 novembre, le gouverneur Christie déclare que les dommages à son État s'élève autour de 29 milliards USD. Le bilan des victimes s'élève à 37 morts.

#### Midwest
Le 30 octobre, au moins 247 000 clients dans le Nord-Est de l'Ohio ont été privés d'électricité, surtout dans la région de Cleveland. Beaucoup d'écoles n'ouvrirent pas leur portes ou le firent tard à cause des vents violents ou de la neige accumulée durant la nuit précédente. Au 2 novembre, la Croix-Rouge rapportait encore que de nombreux résidents étaient toujours dans des refuges.
Au Michigan, les compagnies d'électricité DTE Energy et Consumers Energy ont signalé que plus de 120 000 foyers perdirent le courant au plus fort de la tempête. Selon le National Weather Service, les vagues ont atteint 23 pieds (7 m) sur le lac Huron.
Au Kentucky, plus de 30 cm sont tombés dans les montagnes de l'est de l'État. La lourde neige mouillée a cassé arbres et lignes de transmission électrique, laissant 3 000 clients dans le noir, la plupart dans les comtés de Letcher et Pike.
En Pennsylvanie, toutes les routes majeures autour de Philadelphie ont été fermées à la circulation au passage de Sandy et l'arrêt les transports publics s'est poursuivi le 30 octobre dans la ville. L'administration portuaire du fleuve Delaware a interrompu tous les traversiers entre la Pennsylvanie et le New Jersey à cause des vents violents, incluant les ponts Commodore Barry, Walt Whitman, Ben Franklin et Betsy Ross. Plus de 1,2 million clients ont connu des pannes de courant et au 2 novembre, il en restait au moins 372 000. Au moins 13 personnes perdirent la vie à cause de Sandy en Pennsylvanie.

#### Nouvelle-Angleterre

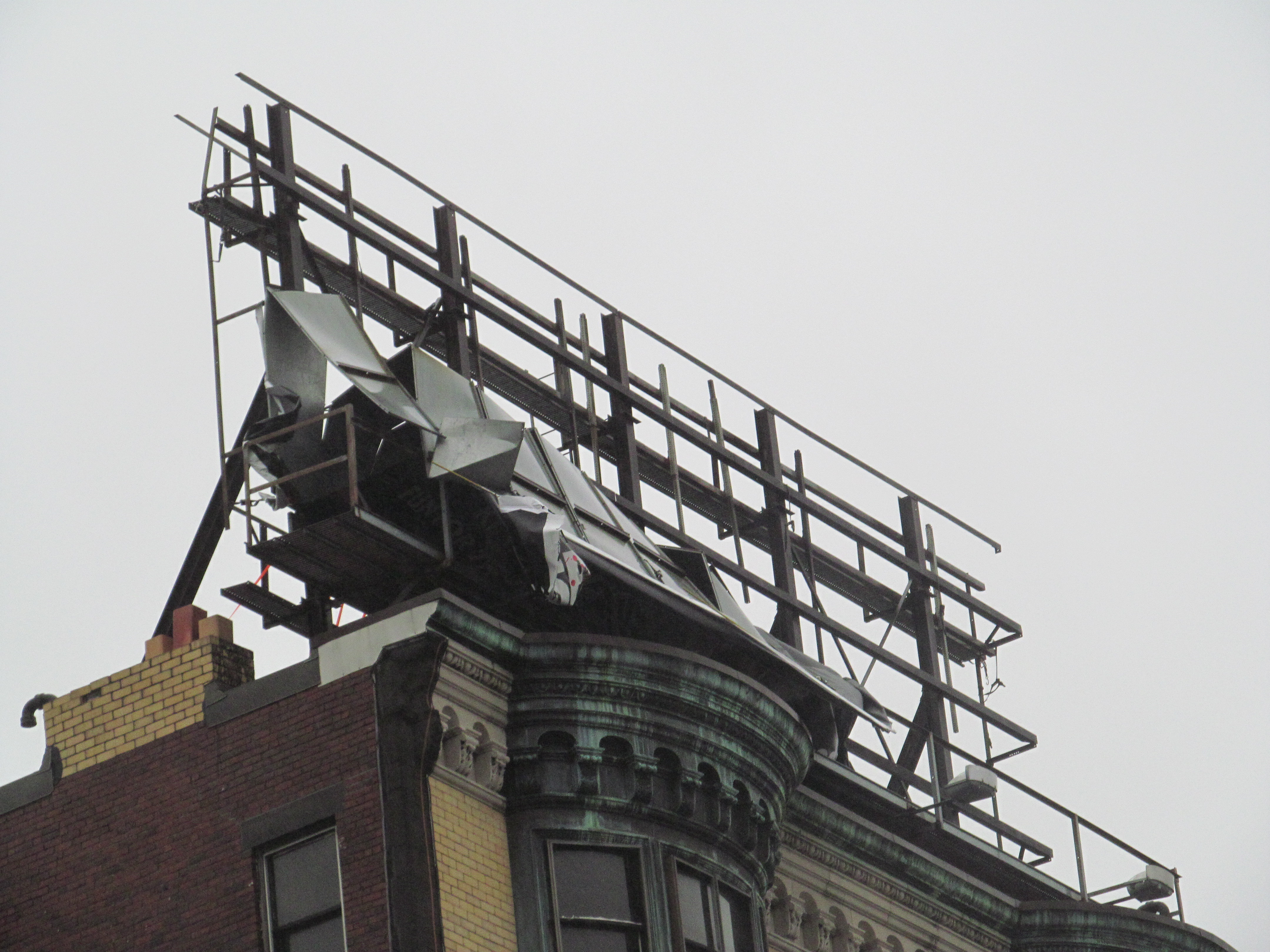
Panneau publicitaire détruit au Kenmore Square de Boston, Massachusetts.

Au Connecticut, le gouverneur Malloy ordonne le 29 octobre la fermeture de toutes les routes principales du Connecticut, la première fois que cela s'est produit depuis le blizzard de 1978. Les vents les plus forts sont enregistrés à Madison à 85 milles par heure (137 km/h). Les pertes de courant frappent 625 000 clients. Les autorités ont eu peur que les usines de traitement des eaux ne puissent suffire et que les refoulements d’égouts causent de la pollution. La Secrétaire à la Sécurité intérieure des États-Unis, Janet Napolitano, offre l'aide du gouvernement fédéral le 2 novembre.
Au Massachusetts, plus de 380 000 personnes sont sans courant électrique l'après-midi du 29 octobre. Les routes, les rues et certains édifices sont inondés en bord de mer.

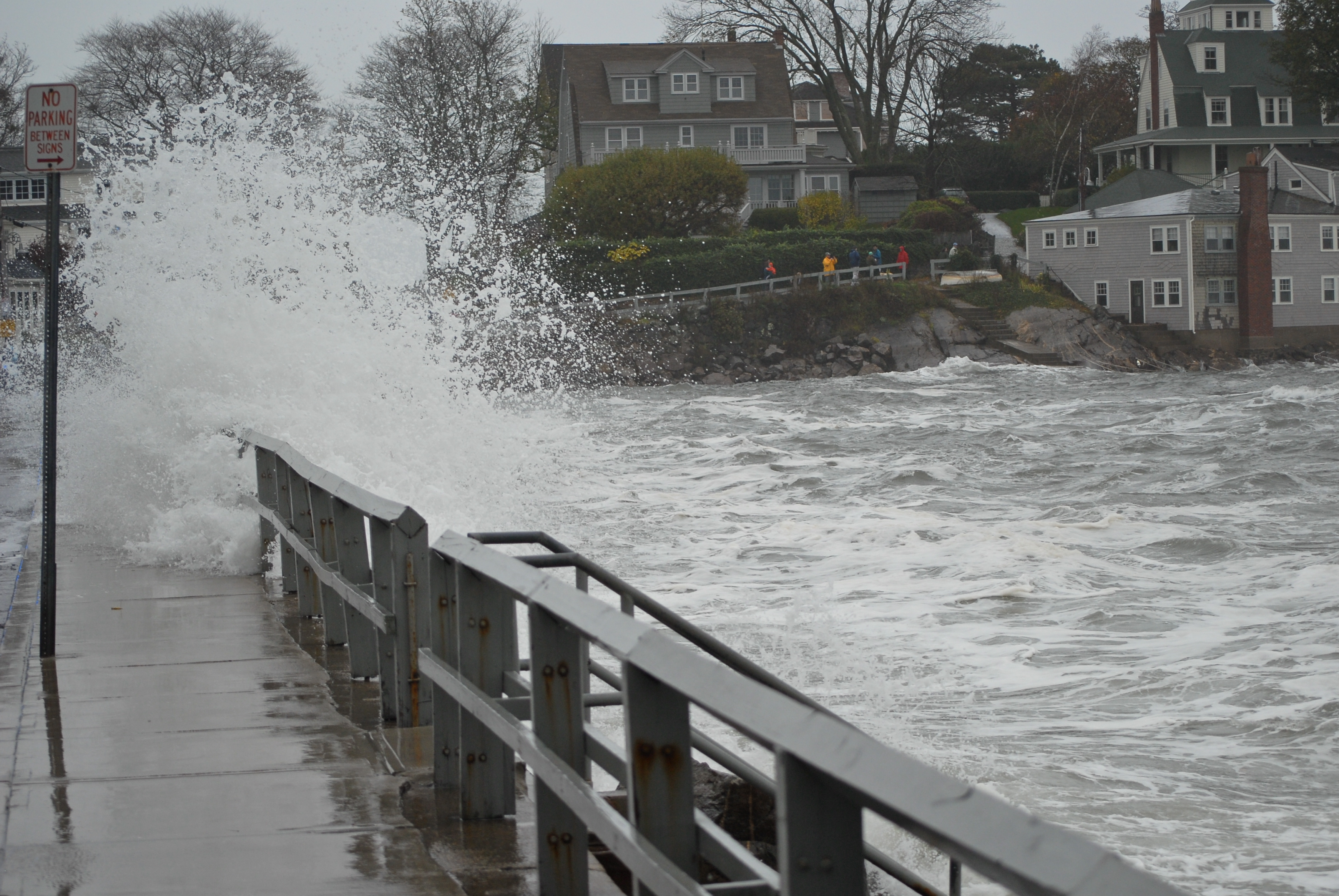
Inondation côtière à Marblehead (Massachusetts) le 29 octobre

Au New Hampshire, ce sont plus de 60 000 personnes qui manquent d'abord de courant alors que les vents atteignent en rafales 190 km/h au mont Washington (1 916 m d'altitude), 122 km/h à Isles of Shoals et 100 km/h à Londonderry.
Plus de 200 000 personnes sont finalement privées d'électricité le 29 octobre au soir. Des équipes sont rassemblées pour rétablir l'électricité, certaines venant d'aussi loin que le Texas et le Michigan.
Au Rhode Island, près 116 000 clients perdent le courant, dont la moitié des comtés de Washington et Newport. La plupart des dommages se sont produits le long de la côte et dans la baie de Narragansett. Le barrage anti-tempête de Fox Point est abaissé pour limiter les inondations au centre-ville de Providence mais certaines localités au sud de la barrière sont submergées. Les universités du Rhode Island et Brown sont fermées durant deux jours.
Le 2 novembre, le gouverneur Chafee demande le statut de zone sinistrée de la part du gouvernement fédéral pour cinq comtés de l'État.
Dix jours après le passage de Sandy, une tempête de neige a frappé la région. Elle laissa jusqu'à 30 cm d'accumulation au Connecticut et ses vents soufflèrent jusqu'à de 80 km/h causant de nouvelles pannes électriques pour 300 000 maisons et commerces.

### Canada
Ce sont les vents forts à 60 km/h, avec des rafales à 90 km/h ou plus, qui ont posé problème dans le sud de l'Ontario et le sud-ouest du Québec pendant la nuit du 29 au 30 octobre, et ces conditions devaient perdurer une partie du 30. Le Service météorologique du Canada rapporte des rafales maximales de 106 km/h dans la baie Georgienne, de 100 km/h à Sarnia (Ontario), de 95 km/h à Port Weller (Ontario), de 96 km/h à Pointe-Pelée, de 91 km/h à Toronto, de 87 km/h à l'île d'Orléans près de Québec et de 80 km/h à Montréal. Une femme est d'ailleurs morte à l'ouest de Toronto, frappée par un panneau emporté par le vent.
Le SMC rapporte également que la plus forte quantité de pluie tombée au Canada dans les premières 24 heures est de 55 mm dans la région de Charlevoix au Québec. Des bandes supplémentaires de pluie associées avec les restes de Sandy ont cependant fait monter le total à plus de 110 mm en deux jours.
Plus de 140 000 personnes sont privées d'électricité en Ontario, dont 14 000 se trouvant à Owen Sound et au moins 10 000 à Trenton. À Toronto même, plus de 15 000 clients sont privés d'électricité. Environ 2000 pannes d'électricité sont dénombrées dans la ville voisine de Mississauga. Tous les vols aériens de Porter Airlines sont annulés dans l'après-midi du 29 octobre à cause des vents violents. Plus de 300 vols aériens sont également annulés à l'aéroport Billy-Bishop de Toronto, la majorité ayant pour destination les provinces de l'Atlantique et le Nord-Est des États-Unis. Un réparateur de ligne de la compagnie de distribution d'électricité Bluewater Power est mort de façon indéterminée en effectuant des réparations à Sarnia (Ontario) le 30 octobre.
Au Québec, c'est environ 39 000 clients d’Hydro-Québec qui sont privés d'électricité, principalement dans les régions des Laurentides (19 700) et de Lanaudière (9 400). La compagnie a mis ses équipes au travail dès le début des pannes, et a dépêché 25 équipes, soit 50 personnes, au Vermont à la demande de cet État voisin. La Sûreté du Québec ne rapporte aucun incident sur son territoire.
Le 26 novembre, le Bureau d'assurance du Canada (BAC) cite un rapport préliminaire de la firme Property Claim Services qui estime les dégâts à 100 millions CAD (équivalent au dollar américain à ce moment-là) au Québec et en Ontario. Des milliers de réclamations ont été déposées pour des dommages causés aux résidences, véhicules automobiles et commerces. À cela s'ajoute le coût de réparation des pannes électriques.

## Retrait
Le Comité des ouragans du Conseil régional IV de l'OMM (Amérique du Nord, Amérique centrale et Caraïbes) s'est réuni à Curaçao du 8 au 12 avril 2013 pour analyser la saison 2012 des ouragans dans l'Atlantique nord. Celle-ci a été plus active que la normale avec 19 tempêtes tropicales, dont dix ont atteint la force d'un ouragan. Deux de ceux-ci, Michael et Sandy – sont devenus des ouragans majeurs (catégorie 3 ou supérieure sur l'échelle de Saffir-Simpson).
Le Secrétaire général adjoint de l'OMM, Jerry Lengoasa, a déclaré que les énormes répercussions de l'ouragan Sandy sur les Caraïbes et les États-Unis ont contribué à sensibiliser la communauté internationale à la menace que font peser les cyclones tropicaux sur la région. Le Comité a approuvé des changements dans son système d’alerte et de veille des ouragans et des tempêtes tropicales afin de prendre en compte les enseignements tirés de Sandy. Le nom a été retiré de la liste tournante des noms en raison des dégâts qu’il a causés et Sandy sera remplacé par Sara en 2018.